# گای (اشتایرمارک)
گای (به آلمانی: Gai) یک شهرستان در اتریش است که در تروفایخ واقع شده‌است. گای ۳٫۴۸ کیلومتر مربع مساحت و ۸۰ نفر جمعیت دارد و ۷۲۰ متر بالاتر از سطح دریا واقع شده‌است.